# Kurlandzka kolonizacja w Gambii

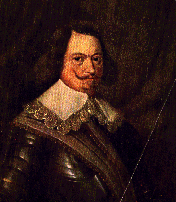
Książę Jakub Kettler

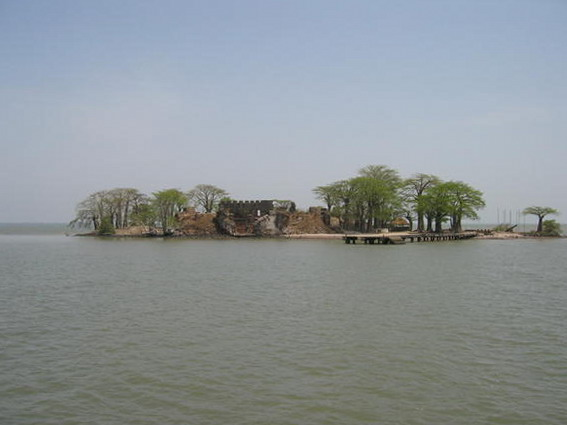
Wyspa James w roku 2004

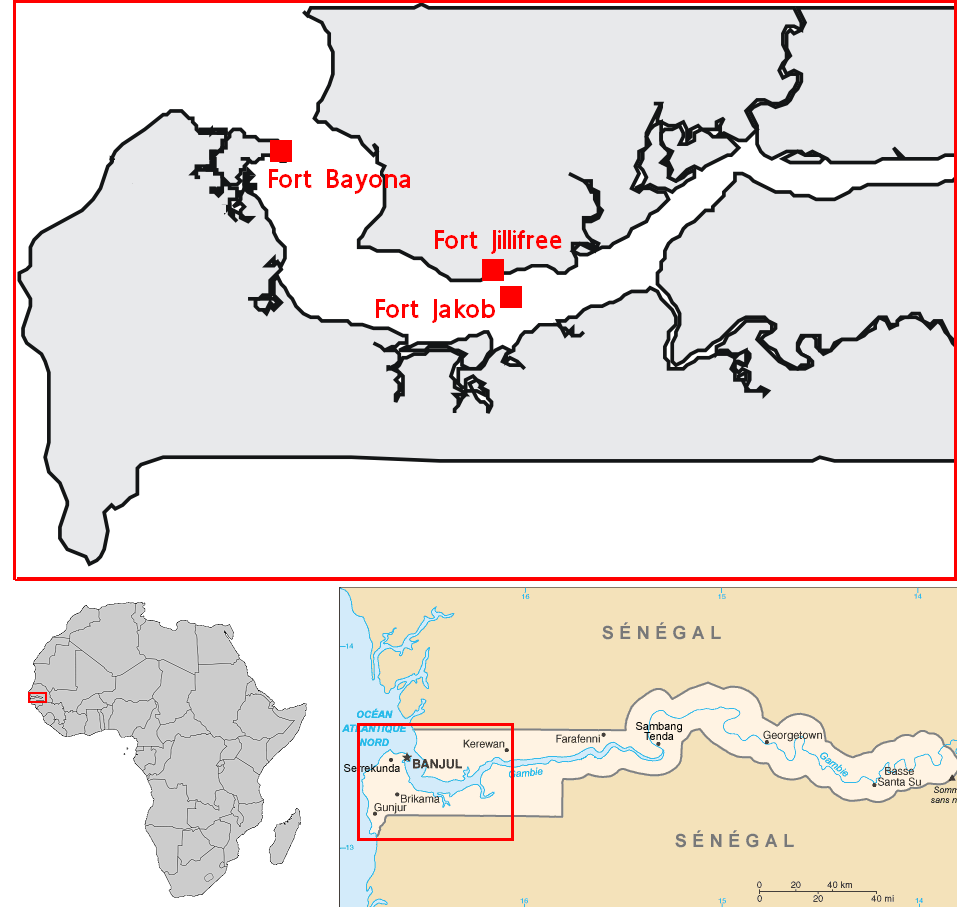
Kurlandzkie forty nad rzeką Gambia

Kurlandzka kolonizacja w Gambii – mająca miejsce w połowie XVII wieku u ujścia rzeki Gambii próba stworzenia strategicznych punktów kolonialnych przez Księstwo Kurlandii i Semigalii. Kolonizacja ta okazała się nietrwała z powodu szczupłych zasobów, którymi dysponowali Kurlandczycy i trudnej sytuacji politycznej samej metropolii, jak i z powodu silnej konkurencji mocarstw kolonialnych.

## Historia
W połowie XVII wieku Jakub Kettler, książę Kurlandii i Semigalii (ówczesnego lenna Rzeczypospolitej, położonego na terenie obecnej Łotwy) planował zwiększyć gospodarcze znaczenie swojego kraju poprzez kolonizację na południowych Karaibach (Nowa Kurlandia na Tobago). Potrzebował do tego dodatkowego posterunku handlowego, skąd czerpałby bogactwa handlowe oraz niewolniczą siłę roboczą. W tym celu wysłał majora Heinricha Focka z dwoma okrętami z ekspedycją nad rzekę Gambia. Jednocześnie kurlandzki poseł Franz Hermami von Puttkammer zabiegał w Hadze o poparcie Stanów Generalnych dla przedsięwzięcia. Wymijająca odpowiedź, jaką uzyskał Kettler, nie zraziła go jednak do dalszych prób realizacji projektu. 26 października 1651 roku Heinrich Fock nabył od tubylczego króla Nuimi małą wyspę rzeczną, odkrytą wcześniej przez Portugalczyków i nazwaną przez nich Isla de Andrea (Wyspa Świętego Andrzeja, dzisiaj Wyspa James). Major zbudował na wyspie posterunek handlowy i nazwał go Fort Jakob na cześć księcia Jakuba Kettlera. Oprócz wyspy Kurlandia stała się wówczas właścicielem również małego skrawka lądu na północnym brzegu rzeki w rejonie obecnej miejscowości Jufureh – powstał tu Fort Jillifree. Dodatkowo u ujścia rzeki Gambia do Atlantyku, przy jej południowym brzegu, Kurlandczycy wydzierżawili od króla Kombo (małego afrykańskiego kraju w tym rejonie) wyspę Banjol (dzisiaj St. Mary’s Island – Wyspa Świętej Marii). Wzniesiono tu mniejszy posterunek handlowy Fort Bayona.
Kurlandzcy osadnicy, od 1655 roku pod zarządem nowego gubernatora Otto Stiela, żyli w przyjaźni z tubylcami (niewolników przywozili im natomiast kupcy Diula z głębi lądu). Książę Jakob Kettler dbał, aby osadnicy uczyli się języka i respektowali zwyczaje miejscowej ludności. Tubylcy byli jednak nawracani na chrześcijaństwo, a w kurlandzkich posiadłościach założono kościół luterański. Książę Jakub Kettler traktował królów gambijskich państewek jako równych sobie i bogato ich obdarowywał. Afrykańscy władcy, którzy raz nawet sami wysłali poselstwo do kurlandzkiej Mitawy, odwdzięczali się silnym wojskowym wsparciem przy obronie fortów przeciw atakującym je Holendrom. Mimo to kurlandzkie posiadłości były dwukrotnie okupowane przez Holenderską Kompanię Wschodnioindyjską (między 4 lutego 1659 a 10 czerwca 1660 i między 3 lipca 1660 a 2 sierpnia 1660).
Obecność kurlandzkich osadników i handlarzy na terenach współczesnej Gambii nie trwała długo, ponieważ książę Jakub Kettler dostał się do niewoli szwedzkiej podczas II wojny północnej (1655–1660), co położyło kres kurlandzkiej kolonizacji w tej części świata. Początkowo kontrolę nad Wyspą James przejęli Holendrzy, a następnie – po okresie przejściowego odzyskania władzy przez kurlandzkiego gubernatora Otto Stiela – 19 marca 1661 roku wyspa wraz z innymi koloniami Kurlandii dostała się pod zarząd angielski. 17 listopada 1664 Kurlandia formalnie przekazała Anglii swoje posiadłości nad rzeką Gambia w zamian za uznanie swojego prawa do kolonizacji Antyli. Działalność kolonialną na Karaibach prowadziła wtedy jednak także nie uznająca kurlandzkich roszczeń Holandia. Słabej militarnie Kurlandii pozostało dochodzenie swoich praw do kolonizacji tego rejonu na drodze dyplomatycznej, wysiłki te pozostały jednak bezskuteczne.
W kolejnych wiekach założone przez Kurlandczyków forty nad rzeką Gambia wielokrotnie zmieniały właścicieli – zlokalizowana w strategicznym punkcie Wyspa James była łakomym kąskiem dla europejskich potęg kolonialnych, a także prywatnych handlarzy i piratów. Ponieważ zaopatrzenie wyspy w wodę i drewno zależne było od stałego lądu, walczące strony zjednywały sobie przychylność królów Nuimi, którzy często brali udział w potyczkach, opowiadając się po różnych stronach. Współcześnie niektóre zakładane w czasie kurlandzkiej kolonizacji forty budzą zainteresowanie turystów. Przoduje pod tym względem niezamieszkana obecnie Wyspa James, którą w 2003 roku wpisano na listę światowego dziedzictwa UNESCO.

## Kurlandzcy gubernatorzy w Gambii
| Lp. | Imię i nazwisko  | Objął urząd | Złożył urząd  | Uwagi                             |
| --- | ---------------- | ----------- | ------------- | --------------------------------- |
| 1.  | Heinrich Fock    | 1651        | 1655[3]       |                                   |
| 2.  | Otto Stiel       | 1655[3]     | 1659          | pierwszy raz                      |
| 3.  | brak gubernatora | 1659        | 1660          | kolonie zajmowane przez Holendrów |
| 4.  | Otto Stiel       | 1660        | 19 marca 1661 | drugi raz                         |